# Les Aventures de Tintin, d'après Hergé
Pour les articles homonymes, voir Tintin (homonymie).
Cet article concerne l'adaptation des Aventures de Tintin par Belvision, pour la seconde adaptation de 1992 par Ellipse et Nelvana, voir Les Aventures de Tintin (série télévisée d'animation).
Les Aventures de Tintin, d'après Hergé, réalisé par Ray Goossens et produit par Belvision dans les années 1960 (1959-1964) est la première véritable adaptation en dessins animés des Aventures de Tintin. Elle regroupe en sept séries d'épisodes huit albums de Tintin dans une version très différente de ceux-ci.
Dans cette version, le professeur Tournesol n'est pas dur d'oreille et porte des vêtements jaunes et marron (au lieu de son habituel ensemble vert) et les agents Dupond et Dupont portent tous les deux la même moustache (sauf dans l'épisode Objectif Lune). Rastapopoulos et le colonel Sponsz sont les seuls malfrats absents de ces aventures, quoique le colonel Sponsz apparaisse dans l'Affaire Tournesol sous le nom de Colonel Brutel, avec un physique inchangé.

## Production

### Origines
En 1957, les studios Belvision réalisent une première adaptation de l’œuvre d'Hergé. En coproduction avec la RTF, deux premiers films sont réalisés en 16 mm noir et blanc, à partir des albums Le Sceptre d'Ottokar et L'Oreille cassée. Hergé ne souhaite pas s'impliquer personnellement dans ce projet et délègue la supervision à Bob de Moor. Sur les conseils de la RTF, la réalisation est confiée à Anne-Marie Ullmann, qui se voit interdire de retoucher les dessins fournis par les Studios Hergé. Ce veto aura pour conséquence une animation laborieuse et des personnages figés. Le résultat déçoit la RTF, qui ne renouvelle pas son association.
Le Sceptre d'Ottokar donne lieu à une série de huit épisodes de treize minutes, tandis que L'Oreille cassée en compte un de moins. Ils sont diffusés à la télévision française en hiver 1957 et à l'été 1959. Jean Nohain y prête sa voix au narrateur et à tous les personnages (y compris la Castafiore).

### Une nouvelle équipe
Pour améliorer la qualité de leur production, les studios Belvision engagent Yvan Szücs, sous la direction duquel les personnages vont désormais bouger les lèvres. Un nouveau réalisateur est également engagé, Ray Goossens, qui va imposer l'utilisation du celluloïd.
Début 1959, le producteur américain Larry Harmon signe un accord avec Belvision pour adapter l'album On a marché sur la Lune. Sur un scénario de Charlie Shows, un premier pilote est rapidement réalisé par Paul Fennell, qui adapte librement l'album. Un contrat est envisagé, qui partagerait la production entre les studios Belvision et Los Angeles mais est finalement suspendu, alors même que la réalisation des vingt-trois épisodes de cinq minutes d'Objectif Lune est déjà largement entamée. Raymond Leblanc, patron de Belvision, trouve alors un nouveau partenaire, en France: Télé-Hachette. La réalisation des épisodes est confiée à Ray Goossens, tandis que Charlie Shows est engagé comme responsable du rythme et du suspense.
La collaboration avec Charlie Shows s'avère compliquée. Les libertés qu'il prend dans les scénarios déplaisent à Hergé. Ses relations sont également tendues avec Ray Goossens, dont il n'approuve pas certains choix artistiques. Enfin, les studios Belvision ne sont pas habitués à produire aussi massivement et ne connaissent pas encore les méthodes de travail américaines, ce qui se ressent sur la qualité du produit final. En avril 1961, Hergé et Raymond Leblanc décident d'engager Greg pour apaiser la situation.

### L'Affaire Tournesol
Après 89 épisodes de cinq minutes, correspondant à l'adaptation de sept albums (Objectif Lune, On a marché sur la Lune, Le Crabe aux pinces d'or, Le Secret de la Licorne, Le Trésor de Rackham le Rouge, L’Étoile mystérieuse et L'Île noire), Télé-Hachette se montre insatisfait du résultat et décide, en 1963, de ne pas reconduire le contrat avec Belvision. Néanmoins, Raymond Leblanc décide de produire une nouvelle adaptation malgré tout, seul avec Belvision. Ce sera L'Affaire Tournesol, sur un scénario de Greg et Bernard Fredisch, en treize épisodes de cinq minutes, épisodes fusionnés pour plusieurs diffusions à la télévision et les éditions en vidéo afin de former un long-métrage cohérent.

## Fiche technique
- Réalisateur : Ray Goossens
- Scénario : Charles Shows, d'après Hergé
- Sociétés de production : Belvision et Télé-Hachette
- Pays :  Belgique
- Langue : français
- Première diffusion : 2 septembre 1959

## Distribution
- Georges Poujouly : Tintin
- Jean Clarieux : Capitaine Haddock, Chevalier François de Hadoque
- Marcel Painvin : Capitaine Haddock (L'Affaire Tournesol)
- Robert Vattier : Professeur Tournesol
- Fernand Fabre : Professeur Tournesol (L'Affaire Tournesol)
- Hubert Deschamps : Dupond et Dupont
- Jacques Marin : Dupond et Dupont (L'Affaire Tournesol)
- Jean Bellanger : Dupond et Dupont (Objectif Lune)
- Lita Recio : Bianca Castafiore
- Richard Francoeur : Nestor
- René Arrieu : Allan Thompson
- Jacques Dynam : Maxime Loiseau
- Roger Rudel : Colonel Jorgen
- Albert Augier : Frank Wolff, le commissaire de Bagghar
- Georges Atlas : Omar Ben Salaad
- Jean Berger : Lieutenant Delcourt
- Michel Gatineau : Ahmed le terrible
- Yves Brainville : colonel Brutel
- Roland Ménard : le narrateur
- André Valmy, Jean Berton, Jean Violette, Henry Djanik, Pierre Leproux (voix diverses)

## Épisodes

### Série 1:L'Étoile mystérieuse(11 épisodes)
1. L'Observatoire
2. Une étoile dans la nuit
3. La Fin du monde
4. Alerte à bord
5. L'Appareillage
6. Torpille à bord
7. Sabotage
8. La Météorite
9. Exploration
10. Un monstre inquiétant
11. L'Île engloutie

### Série 2:Objectif Lune(22 épisodes)
1. Espionnage
2. Pirates de l'espace
3. Le Grand Départ
4. Attention… Météore !
5. À la dérive
6. Un homme en orbite
7. Alunissage
8. On a marché sur la Lune
9. Mystère sur la Lune
10. Égarés
11. Sabotage
12. Mal de lune
13. Pris au piège
14. Opération Sauvetage
15. Ensevelis
16. Explosion
17. Prisonniers
18. Destination Terre
19. Coup de théâtre
20. Plus de contrôle
21. Chute libre
22. Atterrissage brutal

### Série 3:Le Secret de la Licorne(10 épisodes)
1. Une maquette mystérieuse
2. L'Attaque des pirates
3. Rackham le Rouge
4. Enlèvement
5. Pris au piège
6. Embuscade
7. Bataille dans le château
8. Démasqué
9. Arrestation
10. Victoire

### Série 4:Le Trésor de Rackham le Rouge(17 épisodes)
1. La Carte du trésor
2. Le Requin d'acier
3. Évasion
4. Passager clandestin
5. L'Île au trésor
6. Le Totem
7. Coupeurs de têtes
8. Coups de feu
9. Requins en action
10. Découverte de la Licorne
11. Duel dans les profondeurs
12. Le Monstre des profondeurs
13. La Croix de l'aigle
14. Prisonniers
15. L'Île engloutie
16. L'Énigme de Rackham le Rouge
17. Le Coffre au trésor

### Série 5:L'Île Noire(12 épisodes)
1. Atterrissage forcé
2. Erreur judiciaire
3. Évasion
4. Intrigue
5. L'Énigme
6. Captifs
7. Le Mystérieux Docteur Müller
8. Terrain clandestin
9. Le Fantôme de l'île Noire
10. Combat dans la nuit
11. La Bête
12. La Bataille de l'île Noire

### Série 6:Le Crabe aux pinces d'or(17 épisodes)
1. Soupçons
2. Mystère en mer
3. Mutinerie à bord
4. Évasion
5. Perdus en mer
6. Attaque aérienne
7. Accident
8. La Soif
9. Pirate du désert
10. Prisonniers
11. Tempête de sable
12. Péril
13. Sur les traces du Karaboudjan
14. Enlèvement
15. Le Mystère du souterrain
16. Dynamite
17. Fête à bord

### Série 7:L'Affaire Tournesol(13 épisodes)
1. L'Éclair maléfique
2. Rayon "S"
3. Dans l'enfer
4. Rapt à l'ambassade
5. Le Plongeur de la mort
6. Traqués
7. Panique à l'opéra
8. Course contre le feu
9. L'Impasse
10. Branle-bas à la forteresse
11. Le Feu aux poudres
12. L'Évasion
13. Vers la liberté

## Différences principales avec les albums

### L'Étoile mystérieuse
- Le professeur Tournesol remplace le professeur Calys. Son assistant est Philippulus le Prophète. Il proclame la fin du monde, mais ses calculs sont faux.
- « L'Étoile mystérieuse » est un fragment d'étoile au lieu d'une météorite.
- Les agents Dupond et Dupont font partie de l'aventure alors qu'ils n'apparaissent que le temps d'une case dans la bande dessinée.
- Le bateau est le Sirius, et non plus l’Aurore.
- La bombe qui est déposée avant le départ est contenue dans une mallette (et non plus un simple bâton de dynamite). Le poseur de la bombe est arrêté en même temps que Philippulus.
- Deux séquences ont été rajoutées : le Sirius est attaqué par un sous-marin qui les bombarde de torpilles et un saboteur a réussi à embarquer à bord du Sirius pour y placer une bombe.
- Le professeur Tournesol accompagne Tintin dans l'île. Il saute en parachute avec Milou pendant que Tintin atterrit en catastrophe. Tintin est un moment emprisonné avec Milou dans des rochers. Ils sont libérés par un arbre qui pousse.
- Leur avion est détruit, mais plus tard le Capitaine vient les secourir avec un autre avion.
- Contrairement à la BD, où ils s'avouent vaincus lorsque Tintin plante le drapeau sur l'aéorolithe, dans le dessin animé, le capitaine du Peary et son second vont sur l'île pour tuer Tintin et Tournesol et doivent eux aussi affronter l'araignée géante.

### Objectif Lune
- Cette version adapte en fait brièvement les événements de l'album Objectif Lune au début avant de se concentrer essentiellement sur ceux d'On a marché sur la Lune.
- Tintin a une tenue inédite dans cette aventure, jamais vue dans les albums ou même dans les autres épisodes de cette série.
- Une introduction a été rajoutée où Tintin et le capitaine Haddock cassent le quatrième mur en se présentant aux spectateurs. Le jeune reporter évoque ensuite ses aventures passées (qui ne correspondent à aucune histoire des albums).
- L'atterrissage des héros est perturbé par la présence d'un autre avion frôlant à toute vitesse le leur. A l'aéroport, un seul homme vient les accueillir (contre deux dans l'album) et leur voiture est surveillée par un hélicoptère là où une autre voiture les suit dans la bande dessinée. Une fois arrivé à destination, ils tombent sur Wolff s'apprêtant à tester le casque du professeur Tournesol (dans l'album, Wolff les accueille dans le parking et c'est un autre agent qui effectue le test).
- Jorgen est présent dans cette version dès le départ (il est masqué dans ses premières scènes mais on reconnaît sa voix et sa silhouette a posteriori), s'infiltrant dans la base et lançant la fusée expérimentale avant de tenter de la détruire (dans l'album, le lancement de cette fusée s'effectue normalement puis Tournesol décide lui-même de la détruire quand il réalise qu'elle a été sabotée). Il est ensuite vite révélé qu'il est monté avec le groupe de Tintin dans la deuxième fusée et que Wolff est son complice, là où tout cela n'est révélé que tardivement dans la version en bande dessinée.
- Ce même Wolff, dont le prénom n'est pas mentionné dans cette adaptation, y a un comportement suspect très rapidement là où l'album Objectif Lune le dépeint au départ comme un homme jovial et insoupçonnable avant que son tempérament ne change progressivement et plus particulièrement dans On a marché sur la Lune.
- Jorgen vouvoie Wolff dans cette version tandis que dans l'album, il le tutoie.
- La fusée expérimentale n'a pas de nom précis contrairement à l'album où elle est nommée "XFLR-6". A l'inverse, la deuxième fusée est ici nommée "XM2" là où elle n'a pas de nom particulier dans les albums, étant simplement désignée comme la "fusée lunaire".
- Tintin et ses compagnons précipitent leur départ à bord de la deuxième fusée non pas pour explorer la Lune mais pour sauver Milou, enfermé dans la fusée expérimentale et n'ayant que quelques jours d'oxygène devant lui.
- Le whisky du capitaine Haddock est remplacé par du café.
- Le capitaine Haddock s'envole dans l'espace, non par ivresse, mais parce qu'il ôte ses chaussures qui lui font mal (ses pieds en ressortiront indemne alors que le manque de pression devrait gravement les affecter).
- Les Dupondt n'ont pas les cheveux et la barbe qui poussent car l'aventure Au pays de l'or noir n'a jamais eu lieu dans cette série.
- Une fois installé dans la fusée et son apparence totale révélée, Jorgen est habillé en veste d'aviateur marron, pull, pantalon et chaussures noires alors que dans l'album, il a la veste d'aviateur de la même couleur, mais porte un pull jaune en col roulé, pantalon gris et chaussures marron.
- Les personnages doivent faire face à une pluie bruyante de météorites sur la Lune là où une seule vient surprendre Tintin et Haddock dans l'album car n’émet logiquement aucun son.
- Au lieu d'un char lunaire, le professeur Tournesol a une espèce de mini-vaisseau volant à toit transparent (moins crédible sur le plan scientifique que le char).
- À un moment, le capitaine Haddock, le professeur Tournesol et les Dupondt se retrouvent emprisonnés dans une grotte (là où dans l'album, c'est Tintin, Haddock et Milou qui explore une grotte et ce dernier qui s'y retrouve coincé). Tintin court chercher de la dynamite à la fusée mais il est neutralisé par Jorgen et Wolff. Lorsqu'il reprend ses esprits, il envoie Milou apporter l'explosif pendant qu'il s'occupe des deux traîtres. Haddock, Tournesol et les Dupondt parviennent à s'échapper de la grotte grâce à la dynamite (bien que l'absence d'oxygène aurait dû rendre impossible d'allumer la mèche).
- Tintin et Jorgen se voient pour la première fois dans cette version alors que dans l'album, ils se sont rencontrés dans Le Sceptre d'Ottokar alors que Jorgen (sous le nom de Boris) est colonel au service du roi Muskar XII contre qui il complote.
- Dans l'album, Milou se casse la patte avant droite en étant poussé par Jorgen du haut d'une échelle de la fusée. Dans cette version, il se blesse la patte avant gauche en recevant malencontreusement une balle du pistolet de Jorgen lorsque Tintin désarme ce dernier.
- Jorgen et Wolff restent en vie et sont ramenés sur Terre prisonniers, contrairement à l'album où Jorgen se fait tuer accidentellement par Wolff qui, par la suite, se suicide en sautant dans l'espace. Les héros remercient chaleureusement Wolff pour leur avoir sauvé la vie mais le laissent tout de même ligoté avec Jorgen jusqu'à la fin.
- La fusée, en revenant sur Terre, se fracasse contre des rochers et tombe sur le côté, provoquant un incendie.
- La scène où Haddock se réveille au son du mot "whisky" est absente. Tandis que Jorgen et Wolff sont arrêtés par les Dupondt (le scientifique n'hésitant pas à mener la vie dure au colonel), l'histoire se termine sur Milou déterrant un os à côté du capitaine Haddock étant, comme dans l'album, tombé par terre (en se prenant les pieds dans un tuyau d'arrosage, contrairement à l'album où il trébuche sur un brancard) après avoir juré de ne plus jamais aller dans l'espace.

### Le Secret de La Licorne
- Au début, des bandits tentent de voler le bateau acheté par Tintin, mais renoncent à cause de la présence d'un policier.
- En pourchassant une souris, Milou casse le bateau, et un parchemin apparaît. Pendant que Tintin le parcourt, la lumière de son logement s'éteint, puis il se fait assommer. Les bandits partent finalement avec le bateau.
- En se promenant, Tintin aperçoit le bateau dans la vitrine d'un magasin. Le vendeur lui apprend qu'il le possède depuis longtemps, et qu'il n'arrive pas à le vendre. Tintin le lui achète, mais un homme lui vole le paquet. Les agents Dupond et Dupont interviennent et rendent le paquet à Tintin. En rentrant chez lui, Tintin découvre un autre parchemin dans le bateau, et décide de se rendre chez le capitaine Haddock.
- Les frères Loiseau enlèvent Tintin après l'avoir assommé dans la nuit avant de le séquestrer chez eux dans la cave.
- Lorsque Tintin est prisonnier des frères Loiseau, ceux-ci lui donnent une heure pour leur remettre les parchemins manquants. Dans l'album, le délai est de deux heures.
- Les frères Loiseau ont chacun une arme. Dans l'album, seul Maxime Loiseau a une arme.
- Tintin et ses amis poursuivent Maxime Loiseau en voiture. Après cette poursuite, ils réussissent à réunir les trois parchemins et se mettent à la recherche du trésor de Rackham le Rouge.
- Sakharine et Barnabé n'apparaissent pas.

### Le Trésor de Rackham le Rouge
- Dans cette version, Maxime Loiseau s'échappe de prison avec l'aide d'un complice. Il participe à la recherche du trésor, alors qu'il n'apparaît plus après son évasion dans la bande dessinée.
- Le professeur Tournesol connait déjà Tintin, alors que c'est sa première apparition dans la bande dessinée.
- Pendant le voyage, le complice de Maxime Loiseau réussit à voler les plans qui mènent au trésor.
- Bien qu'il ne soit pas dur d'oreille dans cette série, le professeur Tournesol a le temps de cet épisode quelques problèmes d'audition à la suite de l'explosion d'un appareil raté.
- Arrivés sur l'île, Tintin et ses amis sont attaqués par des indigènes. Ils continuent leurs recherches et découvrent un fétiche de François de Hadoque. Dupond et Dupont, qui le transportent, sont enlevés par les indigènes. Ces indigènes vont tenter ensuite de les décapiter, en offrande au fétiche, qu'ils considèrent comme une idole. Le capitaine Haddock se cache derrière le fétiche de son ancêtre et l'imite, en disant qu'il ne veut pas de ce cadeau. Les indigènes s'inclinent et se mettent à genoux. Tintin en profite pour libérer les détectives.
- Sur l'île, Maxime Loiseau et son complice sont à deux doigts de supprimer Tintin et ses amis, mais ratent leur cible. C'est le fétiche qui est touché, au nez. Milou, caché derrière les deux bandits, les attaque. Le complice de Maxime Loiseau est attrapé et interrogé.
- Pendant les fouilles dans l'épave de La Licorne, Tintin est attaqué par Maxime Loiseau, qui tente de couper sa corde et son tube arrivée d'air. Une pieuvre l'attaque, Tintin le sauve et c'est pour Loiseau la fin de l'aventure.
- Tintin et ses amis retournent sur l'île, découvrent une croix plantée par François de Hadoque et pensent qu'elle indique l'emplacement du trésor. Leurs recherches sont vaines. Mais de nouveaux soucis les attendent : les indigènes les capturent. Ils sont cependant abandonnés lorsque les indigènes s'aperçoivent qu'un volcan est en train d'entrer en éruption. Ils sont libérés par les Dupondt qui, en tant que porteurs, n'étaient pas attachés.
- L'île s'enfonce et tout le monde est sauvé à temps.
- Tintin et le capitaine Haddock découvrent le trésor dans le château de Moulinsart. L'autre frère Loiseau tente de s'enfuir avec, mais se heurte au professeur Tournesol. Tintin en profite pour le désarmer. S'ensuit une bagarre où Tournesol intervient, en assommant le frère Loiseau avec un tableau.

### L'Île Noire
- Le professeur Tournesol apparait au début de l'aventure et le capitaine Haddock accompagne Tintin dans son périple alors que dans la bande dessinée Tintin ne les connait pas encore.
- Tintin est accusé d'avoir agressé Wronzoff et de lui avoir volé son portefeuille, non pas dans un train, mais dans un aéroport. Les Dupond et Dupont arrêtent Tintin, mais se menottent eux-mêmes, et Tintin prend la fuite. Il se cache avec Haddock dans des sacs qui, malheureusement, ne vont pas à la même destination. Tintin retrouve plus tard le capitaine Haddock en Angleterre, en train de bricoler sur l'épave de l'avion.
- Le docteur Müller est plus âgé, et porte une moustache et une barbichette blanche.
- Dans l'album, Milou est attaqué par le chien du docteur Müller qui se jette sur lui et lui prend son os. Dans cette version, c'est Milou qui prend le dessus grâce au capitaine Haddock qui assomme le chien de Müller avec une branche d'arbre.
- Tintin garde sa tenue habituelle tout au long de l'épisode alors que dans l'album il met un kilt écossais.
- Ranko le gorille n'a pas le bras cassé.
- Dans la BD, la bande de faux monnayeurs compte cinq membres, le chef est Wronzoff. Dans la série, ils sont quatre et c'est Müller qui en est le patron, l'homme aux bottes est remplacé par un homme gigantesque et le moustachu n'y figure pas.

### Le Crabe aux pinces d'or
- Le début de l’histoire se passe dans un port où Tintin aperçoit des hommes en train de jeter un corps à la mer. C'est là qu’il décide de faire enquête.
- Dans cette version, les boîtes de crabe servent à dissimuler des diamants et non pas de l’opium.
- Le lieutenant (puis capitaine) Allan, pour être le maître à bord, drogue le capitaine Haddock, non pas avec du whisky, mais avec des médicaments.
- Tintin connaît déjà le capitaine Haddock, alors que c'est sa première apparition dans la bande dessinée.
- Tom, le bras droit d'Allan, est renommé Jumbo. Dans l'album, c'est le nom du matelot qui surveille le capitaine Haddock et se fait assommer par Tintin.
- Après leur accident d’avion, Tintin et Haddock, qui errent dans le désert, sont capturés par un pillard nommé « Ahmed le terrible ». Après leur évasion, Ahmed les traque mais meurt en tombant d'une falaise. Le pilote de l'avion poursuit aussi Tintin et Haddock dans le désert avant d'être abattu par Ahmed.
- Le capitaine Haddock ne boit pas d’alcool, excepté à table à la fin de l’épisode. Dans le désert, le capitaine Haddock a soif et Tintin supplie Ahmed de lui donner de l’eau, la gourde de Tintin ayant été volée par le pilote. Ahmed refuse et y boit puis jette ce qu’il reste. L’oasis vu est bien réel et c’est Ahmed qui s’y désaltère. Dans l’album, le capitaine Haddock ne désire boire que de l’alcool et, dans ses hallucinations, imagine que Tintin est une bouteille de champagne. Néanmoins, il boira bien l’eau du lac d’un oasis qui est en fait un mirage. Le trio est sauvé par des Meharis, le capitine Haddock a récupéré une bouteille mais elle sera détruite par un coup de fusil. S’ensuit une série de jurons classiques : vengeance... et le rare tchouk-tchouk nougats[8] uniquement dans cet album et Le Temple du soleil (Dans le Vocabulaire du capitaine Haddock « marchands de tapis » , un peu l'équivalent de tchouk-tchouk nougats, n’est employé que dans cet album et également le temple du soleil. Le capitaine Haddock désigne ainsi les assaillants autochtones dans le désert dans le crabe aux pinces d’or. Dans la version Belvision « marchand de tapis » désigne le seul Ahmed le terrible).
- Les caricatures des visages des arabes sont plus marqués que dans l’album, notamment ceux des méchants comme Ahmed.
- Dans cette version, Allan est arrêté dans le bateau du Capitaine Haddock.
- Dans cette version, tous les hommes d'Allan meurent lorsque Tintin leur lance une bombe (seul Allan survit) alors que, dans la bande dessinée, ils sont tous arrêtés.

### L'Affaire Tournesol
- Dans cette adaptation, seuls les agents syldaves sont présents au début à Moulinsart.
- Les Dupondt arrivent en hélicoptère au début. La gendarmerie n'est pas prévenue.
- Séraphin Lampion n'apparaît pas.
- Les héros ne se rendent pas en Suisse comme dans l'album mais vont au contraire en Syldavie, pays qui n'est que mentionné dans l'album.
- Le professeur Tournesol est enlevé par les agents Syldaves alors qu'il est en compagnie de Tintin et Haddock.
- Le professeur Topolino n'apparaît pas, il est remplacé par un savant syldave, le professeur Bretzel qui est enlevé lui aussi.
- Dans l'album, ce sont les Syldaves qui enlèvent le professeur après le combat contre les Bordures.
- Le professeur Tournesol dit « Ma patrie est la Syldavie », origine qui n'a jamais été indiquée par Hergé.
- Les Dupondt ont un rôle plus important que dans l'album puisqu'ils sont de l'aventure en Bordurie et qu'ils sauvent leurs amis à plusieurs reprises. C'est même eux qui accompagnent Tintin à l'opéra à la place du capitaine Haddock qui est retenu prisonnier.
- La forteresse de Bakhine est rebaptisée forteresse de Darkau.
- Le colonel Sponsz est rebaptisé colonel Brütel et son apparence physique diffère quelque peu, son rôle est moins important que dans l'album, c'est le commandant de la forteresse de Darkau qui est le principal antagoniste.
- L'évasion de la forteresse est beaucoup plus mouvementée que dans l'album et elle a lieu en hélicoptère.

## Diffusion
La série est diffusée à partir de 1962 sur les télévisions américaines (ABC, CBS, NBC), canadiennes (Télévision de Radio-Canada, notamment dans Bobino) et britanniques (BBC). Les épisodes sont également programmés en Australie, en Iran, en Suède et au Portugal.

## Sorties vidéo
Les 6 premières séries d'épisodes ont fait l'objet d'une sortie en vidéocassette (les épisodes ayant été remontés pour former des longs-métrages), éditée par Hachette Vidéo, dans les années 1980. La série a ensuite été éclipsée par le succès de l'adaptation des studios Ellipse, Les Aventures de Tintin, et n'a jamais été éditée en DVD.
Non coproduit par Télé-Hachette, L'Affaire Tournesol a toujours eu un statut à part et est considéré comme un long-métrage (au même titre que Tintin et le Temple du Soleil ou Tintin et le Lac aux requins). Après une édition en VHS dans les années 1980, il a bénéficié d'une sortie en DVD en France le 14 mai 2008, en édition remastérisée, dans le coffret Longs-métrages d'animation Tintin (et à l'unité), chez Citel Vidéo. Au Royaume-Uni, et seulement en anglais, cet épisode est sorti en VHS dans les années 1980, puis en DVD au début des années 2000. Le DVD L'Affaire Tournesol a été réédité en 2011 dans le 23e volume de la collection Tintin des éditions Hachette.